# Ashanti (ca sĩ)
Ashanti Shequoiya Douglas (sinh ngày 13 tháng 10 năm 1980) là một ca sĩ, nhạc sĩ, nhà sản xuất, diễn viên, vũ công, người mẫu người Mỹ, nổi tiếng trong thập niên 2000. Ashanti thu hút được nhiều sự quan tâm khi giành được giải Grammy cho album đầu tay Ashanti ở hạng mục "Album R&B xuất sắc nhất" cùng bài hát "Foolish" tiêu thụ được 503.000 bản trong tuần đầu tiên phát hành năm 2002. Album được ghi nhận là album có lượng tiêu thụ cao nhất của một nữ nghệ sĩ trong tuần đầu tiên. Cũng trong tuần đó, cô trở thành nữ nghệ sĩ đầu tiên có 2 đĩa đơn "Foolish" và "What's Luv" đồng thời chiếm vị trí 1 và 2 tại bảng xếp hạng Billboard Hot 100. Ashanti cũng là nữ nghệ sĩ đầu tiên có 3 đĩa đơn lọt vào Top 10 của Billboard trong cùng 1 tuần và nghệ sĩ thứ 2 sau The Beatles. Cô còn là người sáng tác và hát đệm cho bài "Ain't It Funny" (Murder Remix) của Jennifer Lopez cũng lọt vào Top 10 cùng thời điểm với "Foolish", "Always on Time" (với Ja Rule), và "What's Luv" (với Fat Joe). Những năm sau đó, cô được giới truyền thông ca ngợi là "Công chúa nhạc R&B" khi đoạt 8 giải của Billboard và 2 giải American Music Awards. Năm 2007, Ashanti đã tiêu thụ hết 16,3 triệu album tại Mỹ và hơn 25 triệu album trên toàn thế giới.
Ashanti chịu ảnh hưởng của Mary J. Blige, Ella Fitzgerald, Yolanda Adams, the Clark Sisters, và Blue Magic. Được đồng nghiệp và giới phê bình ca ngợi là một nhạc sĩ có tài, Ashanti đã sáng tác một số lượng lớn các ca khúc trong sự nghiệp âm nhạc. Cô cũng hoạt động tại hãng thu âm của chính mình, Written Entertainment. Cô đã phát hành album mới nhất mang tên The Declaration ngày 3 tháng 7 năm 2008.Ashanti cũng biểu diễn ca khúc "Just Stand Up!" cùng 14 nữ nghệ sĩ khác tại buổi hòa nhạc "Stand Up to Cancer" để quyên góp $100 triệu đô la cho những bệnh nhân bị ung thư.

## Tiểu sử
Ashanti sinh ngày 13/10/1980 với tên đầy đủ là Ashanti Shequoiya Douglas. Mẹ cô, bà Tina Douglas, là cựu vũ công, và cha cô, ông Ken-Kaide Thomas Douglas trước đây là ca sĩ. Cô có một người chị em gái tên là Kenashia. Mẹ cô đặt tên cô là Ashanti vì bà có ấn tượng với Đế Chế Ashanti ở Ghana; ở quốc gia này, phụ nữ có nhiều quyền lực và sức ảnh hưởng. Mẹ của Ashanti muốn con gái bà theo khuôn mẫu đó. James, ông nội Ashanti, là một nhà hoạt động nhân quyền cùng với Martin Luther King, Jr. trong những năm 60. Lớn lên, Ashanti được cho học khiêu vũ và cô tham gia dàn đồng ca trong nhà thờ. Ashanti học ở Trung tâm Văn hóa Nghệ thuật Bernice Johnson và cô được dạy nhiều thể loại khiêu vũ như tap, jazz, balê, Africa, nhảy hiện đại và hophop. Cô từng nhảy với nhóm múa chuyên nghiệp tại Đại Sảnh Carnegie, nhà hát Apollo, Viện Âm nhạc Brooklyn, Đại Sảnh Avery Fisher, và nhà hát Black Spectrum. Tại lễ trao giải thưởng Caribbean năm 1994, Ashanti biểu diễn cùng với Judith Jaminson, thành viên của Công ty chuyên về Khiêu Vũ Alvin Ailey. Dưới sự dẫn dắt của diễn viên kiêm biên đạo múa Debbie Allen, Ashanti cũng từng biểu diễn trong bộ phim truyền hình Polly của hãng Disney cùng với các bạn diễn Keshia Knight Pulliam, Jomecia Moore và Phylicia Rasgad.
Năm lên 6, Ashanti hát trong hàng đồng ca gospel, tuy nhiên năm 12 tuổi, mẹ cô phát hiện ra khả năng ca hát tiềm tàng của con gái mình khi bà nghe con gái hát lại ca khúc "Remisnisce" của nữ danh ca Mary J. Blige. Đến tuổi dậy thì, mẹ Ashanti gửi đến một hãng thâu âm những cuốn băng demo thâu âm và quay hình Ashanti khiêu vũ. Lúc đó, gia đình cô không đủ tiền cho Ashanti đến phòng thu chuyên nghiệp để thâu băng demo, cho nên khi hãng thâu âm gọi, Ashanti đã phải hát và nhảy trước ban lãnh đạo của hãng. Trong thời gian học trung học, Ashanti bắt đầu tập viết nhạc. Cô từng biểu diễn trong các chương trình tài năng ở địa phương và ở Soul Cafe, China Club, Quảng trường Madison, câu lạc bộ hài kịch Caroline và Hội Chợ Hy Lạp năm 2000. Trong lần biểu diễn chính thức đầu tiên, Ashanti hát ca khúc "More Than A Melody" của danh ca Yolanda Adams. Cô cũng xuất hiện trong một số video ca nhạc của một vài tên tuổi ca sĩ lớn cùng với khả năng nhảy của cô.
Ashanti cho biết những ca sĩ có ảnh hưởng đến cô bao gồm Janet Jackson, Prince, Tupac Shakur, Aaliyah, Marvin Gaye, Mariah Carey, Madonna, Ella Fitzgerald, Toni Braxton, Peggy Lee, Blue Magic, Smokey Robinson, Luther Vandross, The Clark Sisters, Mary J. Blige, và Donna Summer.

## Sự nghiệp
Sự nghiệp ban đầu
Khi Ashanti 14 tuổi, P.Diddy, ông chủ của hãng thâu âm Bad Boy phát hiện ra cô. Ban đầu, cô đến hãng và phát một ca khúc của Mary J. Blige trước mặt P. Diddy và Biggie Smalls. Ấn tượng với khả năng ca hát của cô, Diddy mời cô ký hợp đồng đào tạo với hãng. Nhưng sau đó, vì lý do hợp đồng không tốt, Ashanti đã từ chối Diddy. Chính sự từ chối này sau đó đã mang đến cho cô một hợp đồng khác với hãng Jive vào năm 1994. Tuy nhiên, lại một lần nữa Ashanti phải ra đi vì hãng thâu âm muốn hướng cô trở thành một ca sĩ hát dòng nhạc Pop. Sau đó, Ashanti tiếp tục đi học, cô tham gia đội cổ vũ và tham gia một nhóm nhạc trong trường. Cô là một học sinh xuất sắc của bộ môn tiếng Anh; cô tham gia câu lạc bộ tiếng Anh và bắt đầu sáng tác thơ. Cô cũng tham gia đội kịch nghệ của trường và từng biểu diễn trong vài vở kịch. Năm 1998, cô tạm gác chuyện học hành lại sau khi ký một hợp đồng khách với hãng thâu âm Epic. Tuy nhiên, ban quản lý của công ty tại không tập trung nhiều vào cô. Ashanti tiếp tục biểu diễn tại một số vũ trường ở New York và bắt đầu giao du với hãng thâu âm Murder Inc. với hy vọng có một bước ngoặt mới.
Irv Gotti, giám đốc của Murder Inc. nhanh chóng chú ý tới Ashanti bởi năng trình độ ca hát của cô. Ban đầu Ashanti yêu cầu Gotti sản xuất một vài ca khúc demo cho cô thâu âm, cô đưa ra các bản nhạc ưng ý của mình, nhưng ngay lúc đó Gotti lại có một ý định khác. Anh yêu cầu cô viết nhạc cho vài ca sĩ hát rap của anh và Ashanti sẽ hát cùng với họ trong một vài đoạn của ca khúc. Ashanti lần đầu được hát bè trong ca khúc "How We Roll" của rapper Big Pun. Cùng năm đó, Ashanti được biểu diễn cùng với đồng nghiệp Cadillac Tah trong đĩa đơn "Pov City Anthem" và "Just Like A Thug". Năm 2001, Ashanti góp giọng trong nhạc phim "The Fast and The Furious" cùng với ca sĩ Vita trong bản phối lại theo phong cách hip hop từ ca khúc "Justify My Love" của ca sĩ Madonna. Ashanti cũng đơn ca một ca khúc khác có tên "When A Man Does Wrong". Ashanti tham gia hát bè trong ca khúc "I'm Real (Murder Remix)", một kết hợp của đồng nghiệp Ja Rule và ca sĩ Jennifer Lopez (Ashanti cũng xuất hiện trong video ca khúc "Ain't It Funny (Murder Remix)", một bản song ca khác của Jennifer Lopez và Ja Rule, ca khúc này do Ashanti viết lời và hát bè), sau đó cô cũng góp giọng trong ca khúc "What's Luv?" và "Always On Time" của Fat Joe và Ja Ryle. Hai ca lhúc này được cùng lúc phát hành và trở thành hai trong những ca khúc đình đám của năm 2002. Ashanti trở thành nữ ca sĩ đầu tiên cùng lúc chiếm hai vị trí dẫn dầu trong bảng xếp hạng Billboard Hot 100 (100 ca khúc hay nhất của Billboard) với lần lượt "Always On Time" đứng hạng 1 và "What's Luv?" đứng thứ nhì.
Album đầu tay: Ashanti (2002)
Nối tiếp thành công từ hai đĩa đơn hát cùng với Ja Rule và Fat Joe, Ashanti tung ra đĩa đơn đầu tiên của cô mang tên "Foolish", ca khúc lấy giai điệu từ ca khúc "Stay With Me" của DeBarge năm 1983 (giai điệu này cũng được sử dụng trong đĩa đơn nổi tiếng "One More Chance" của Notorious Big năm 1995, và trong ca khúc "MVP" của Big L). "Foolish" cũng chính là ca khúc thành công nhất của Ashanti tính đến nay. Đĩa đơn này giữ vị trí quán quân trong vòng 10 tuần lễ trên bảng xếp hạng Billboard Hot 100. Ashanti trở thành nghệ sĩ thứ hai (sau The Beatles) có 3 đĩa đơn đầu tay cùng lúc đứng hạng nhất trên Hot 100. Đĩa nhạc đầu tây của Ashanti lấy chính tên cô được phát hành bởi hãng thâu âm Murder Inc. của Irv Gotti vào tháng 4 năm 2002. Album đạt hạng nhất ngay trong tuần phát hành đầu tiên trên bảng xếp hạng 100 album xuất sắc (sau này là Billboard 200). Album được chứng nhận 3 lần đĩa Bạch Kim ở Mỹ và tiêu thụ trên 6 triệu bản trên toàn thế giới. Ashanti viết nhạc cho 12 ca khúc của album, hầu hết là trong phòng thu. Năm 2002 cũng là năm cho ra đời nhiều ca sĩ đối thủ trong dòng nhạc R&B của Ashanti như Amerie, Tweet và Nivea. Nhờ vào sự thành công quá rực rỡ trong dòng nhạc R&B, mỗi ca khúc tung ra của Ashanti đều nằm trong top 10 ca khúc hay nhất trong bảng xếp hạng dòng R&B/Hip Hop liên tục mỗi tuần từ tháng 1 cho đến tháng 11 năm 2002.
Các đĩa đơn tiếp theo của Ashanti, "Happy" và "Baby", không đạt thành công nhiều như đĩa đơn "Foolish" đầu tay, nhưng cũng lần lượt đạt thứ hạng trong top 10 và 20 ca khúc hay ở Mỹ. Trong khoảng giữa năm 2002, Ashanti tham gia ca khúc "Down 4 U" của Ja Rule cùng với các đồng nghiệp Vita và Charli Baltimore. Ca khúc này có mặt trong đĩa tổng hợp của Murder Inc. mang tên "Irv Gotti Presents The Inc". Album đầu tay của Ashanti mang lại cho cô nhiều giảithưởng, bao gồm 8 giải Billboard, 2 giải AMA, và một giải Grammy danh giá vào năm 2003 cho hạng mục "Album R&B đương đại xuất sắc nhất". Ashanti cũng được đề cử cho hạng mục "Ca sĩ mới xuất sắc nhất" và đĩa đơn "Foolish" được đề cử cho giải "Nữ Ca Sĩ hát R&B hay nhất". Tạp chí FHM (For Him Magazine) gọi cô là "Nữ Ca Sĩ Quyến Rủ Nhất" năm 2002. Cô cũng nhận một giải Comet và 2 giải Soul Train cùng năm.
Ashanti trở thành đề tài bàn luận khi có thông tin rằng cô sẽ nhận giải thưởng Soul Train do nữ danh ca Aretha Franklin đề lập ở hạng mục "Ca Sĩ Của Năm", một nam học sinh trung học đã lên tiếng phản đối và bắt đầu lập kiến nghị trên mạng để chống lại điều này. Theo tờ thời báo "The Seattle" thì lý do phản đối là "Ashanti chỉ là lính mới nên không đáng được nhận giải thưởng đó". Đã có gần 30000 người đồng ý với nam học sinh này. Nhiều ý kiến khác cho rằng những ca sĩ có thâm niên hơn Ashanti như là Mary J. Blige, Missy Elliott hoặc ít nhất cũng phải như Alicia Keys hay India.Arie mới xứng đáng nhận giải thưởng mang tên huyền thoại âm nhạc Aretha Franklin. Mặc dù vậy, hội đồng giải thưởng và Don Cornelius vẫn giữ nguyên ý định của mình. Ashanti được hoan nghênh bởi các đồng sự âm nhạc khi cô bước lên bục nhận giải thưởng danh giá trong khán phòng Pasadena Civic. Trên sân khấu, cô nhận được sự ủng hộ của ca sĩ huyền thoại Patti Labelle. Bà nói "Cô bé là một tài năng và chúng ta cần ủng hộ cô bé". Năm 2002, Ashanti tiếp tục giành một trí trong top 10 ca khúc hay với "Down 4 U" và album của ca khúc này cũng đạt chứng nhận đĩa Vàng khoảng cuối năm 2003. (còn tiếp)

## Album
- Ashanti (2002)
- Chapter II (2003)
- Concrete Rose (2004)
- The Declaration (2008)